# Тищенковка
Тищенковка (укр. Тищенківка), село, 
Кондрашовский сельский совет, 
Купянский район, 
Харьковская область.
Код КОАТУУ — 6323783008. Население по переписи 2001 года составляет 230 (110/120 м/ж) человек.

## Географическое положение
Село Тищенковка находится левом берегу реки Купянка, 
выше по течению на расстоянии в 1 км расположено село Великая Шапковка,
ниже по течению на расстоянии в 4 км расположен город Купянск,
на противоположном берегу — село Паламаревка.
Рядом с селом проходит железная дорога, ближайшая станция Снежная.
Рядом проходит автомобильная дорога Т-2109.

## История
- 1894 — дата основания.